# 곽원 (후한)
곽원(郭援, ? ~ 202년)은 중국 후한 말의 무장이다.

## 행적
원상(袁尙)을 섬겼다.
202년 9월 조조는 원소의 죽음이 있은 직후 대대적으로 하북을 공격했는데 이에 원소의 후계자 원상은 이를 굳게 지키는 한편 곽원을 하동태수로 임명하고 하동을 공격하게 하였으며, 병주자사 고간(高幹)과 남흉노 선우 난제호주천(欒提呼廚泉)에게 곽원을 돕게 하는 한편 서량의 마등(馬騰)과도 연합하였다.
곽원은 조조가 차지한 군현을 순조롭게 점령하면서 마침내 하동을 포위했고 곽원의 공격이 계속되어 버텨내기 어렵게 되자 하동 백성들은 가규(賈逵)를 해치지 않으면 항복하겠다고 했고, 곽원은 이를 받아들여 하동에 입성했다. 곽원은 가규를 부하로 삼으려 했으나 가규가 완강하게 거부하자 죽이려고 했다. 그러나 백성들이 반발했기 때문에 죽이지 못하고 토굴 속에 가두었다.

## 죽음
흉노군과 맞서고 있던 종요는 장기(張旣)를 보내 설득하여 마등이 원상 대신 조조와 연합하게 만들었다. 마등은 마초(馬超)와 방덕(龐德)에게 1만 군사를 주고 종요를 도와 곽원을 공격하게 했다. 그러나 곽원은 서량군이 조조군에 가담했음에도 불구하고 황하의 지류인 분수(汾水)를 건너 진격하려 했다.
부하들이 반대했으나 고집을 꺾지 않고 강을 건너던 중, 종요가 이끄는 조조군의 공격을 받아 크게 패하였고 곽원은 방덕과 싸우다가 전사했다. 싸움이 끝난 후 방덕은 자신이 죽인 사람이 곽원인 줄 모르고 있다가 뒤늦게 진영에 돌아와 수급을 바쳤다. 곽원의 머리를 본 종요는 크게 통곡하며 슬퍼하였다.

## 곽원의 친족 관계
- 곽□ (조부)
  - 곽□ (아버지)
- 종□ (외조부)
  - 종□ (어머니)
    - 곽원

  - 종요 (숙부)
    - 종육 (사촌)
    - 종회 (사촌)

  - 종연 (숙부)

### 참고 자료
종요 종육 종회 종연

## 같이 보기
- 삼국지 인물 목록